# Podsavezna nogometna liga Brčko 1967./68.
Podsavezna nogometna liga Brčko, također i kao "Brčanska podsavezna nogometna liga" za sezonu 1967./68. 
 
Sudjelovalo je 12 klubova, a prvak je bio "Hajduk" iz Orašja. 

## Ljestvica
| mj. | klub                   | ut.              | pob.             | ner.             | por.             | gol+             | gol-             | bod              |
| --- | ---------------------- | ---------------- | ---------------- | ---------------- | ---------------- | ---------------- | ---------------- | ---------------- |
| 1.  | Hajduk Orašje          | 20               | 15               | 2                | 3                | 104              | 28               | 32               |
| 2.  | Radnik Bijeljina       | 20               | 15               | 2                | 3                | 76               | 26               | 32               |
| 3.  | Majevica Lopare        | 20               | 9                | 5                | 6                | 55               | 39               | 23               |
| 4.  | Podrinje Janja         | 20               | 7                | 7                | 6                | 42               | 40               | 21               |
| 5.  | Dinamo Donja Mahala    | 20               | 8                | 4                | 8                | 38               | 40               | 20               |
| 6.  | Radnik Hrvatska Tišina | 20               | 8                | 2                | 10               | 36               | 56               | 18               |
| 7.  | Graničar Brezovo Polje | 20               | 6                | 4                | 10               | 42               | 56               | 16               |
| 8.  | Mladost Čelić          | 20               | 6                | 3                | 11               | 39               | 54               | 15               |
| 9.  | Sloga Tolisa           | 20               | 7                | 1                | 12               | 32               | 51               | 15               |
| 10. | Zadrugar Gornji Rahić  | 20               | 5                | 4                | 11               | 40               | 70               | 14               |
| 11. | Bratstvo Koraj         | 20               | 5                | 4                | 11               | 33               | 78               | 13 (-1)          |
|     | Jedinstvo Crkvina      | diskvalificirani | diskvalificirani | diskvalificirani | diskvalificirani | diskvalificirani | diskvalificirani | diskvalificirani |

- Hrvatska Tišina – danas dio Tišine

## Rezultatska križaljka
| kratica | klub                   | BRA | DIN | GRA | HAJ | MAJ | MLA | POD | RADB | RADHT | SLO | ZAD | JED |
| --- | ---------------------- | --- | --- | --- | --- | --- | --- | --- | ---- | ----- | --- | --- | --- |
| BRA | Bratstvo Koraj         |     |     |     |     |     |     |     |      |       |     |     |     |
| DIN | Dinamo Donja Mahala    |     |     |     |     |     |     |     |      |       |     |     |     |
| GRA | Graničar Brezovo Polje |     |     |     |     |     |     |     |      |       |     |     |     |
| HAJ | Hajduk Orašje          |     |     |     |     |     |     |     |      |       |     |     |     |
| MAJ | Majevica Lopare        |     |     |     |     |     |     |     |      |       |     |     |     |
| MLA | Mladost Čelić          |     |     |     |     |     |     |     |      |       |     |     |     |
| POD | Podrinje Janja         |     |     |     |     |     |     |     |      |       |     |     |     |
| RADB | Radnik Bijeljina       |     |     |     |     |     |     |     |      |       |     |     |     |
| RADHT | Radnik Hrvatska Tišina |     |     |     |     |     |     |     |      |       |     |     |     |
| SLO | Sloga Tolisa           |     |     |     |     |     |     |     |      |       |     |     |     |
| ZAD | Zadrugar Gornji Rahić  |     |     |     |     |     |     |     |      |       |     |     |     |
| JED | Jedinstvo Crkvina      |     |     |     |     |     |     |     |      |       |     |     |     |
| |                        |     |     |     |     |     |     |     |      |       |     |     |     |
| podebljan rezultat - utakmice od 1. do 11. kola (1. utakmica između klubova) rezultat normalne debljine - utakmice od 12. do 22. kola (2. utakmica između klubova) rezultat nakošen - nije vidljiv redoslijed odigravanja međusobnih utakmica iz dostupnih izvora rezultat nakošen i smanjen * - iz dostupnih izvora nije uočljiv domaćin susreta prekrižen rezultat - poništena ili brisana utakmica p - utakmica prekinuta 3:0 p.f. / 0:3 p.f. - rezultat 3:0 bez borbe n.i. - nije igrano |                        |     |     |     |     |     |     |     |      |       |     |     |     |

 Izvori: 